# Білозірська сільська рада (Лановецький район)
Білозі́рська сільська́ ра́да — адміністративно-територіальна одиниця та орган місцевого самоврядування в Лановецькому районі Тернопільської області. Адміністративний центр — село Білозірка.

## Загальні відомості
- Територія ради: 5,605 км²
- Населення ради: 1 385 осіб (станом на 2001 рік)
- Територією ради протікає річка Самець

## Населені пункти
Сільській раді були підпорядковані населені пункти:
- с. Білозірка
- с. Шушківці

## Склад ради
Рада складалася з 14 депутатів та голови.
- Голова ради: Горносум Володимир Єфремович
- Секретар ради: Танасевич Любов Олександрівна

### Керівний склад попередніх скликань
| Прізвище, ім'я, по батькові  | Основні відомості                                                               | Дата обрання | Дата звільнення |
| ---------------------------- | ------------------------------------------------------------------------------- | ------------ | --------------- |
| Юзьвак Роман Романович       | Сільський голова, 1955 року народження, безпартійний                            | 26.03.2006   | 31.10.2010      |
| Горносум Володимир Єфремович | Сільський голова, 1957 року народження, освіта середня спеціальна, безпартійний | 31.10.2010   |                 |

Примітка: таблиця складена за даними сайту Верховної Ради України

### Депутати
За результатами місцевих виборів 2010 року депутатами ради стали:

#### За суб'єктами висування
| Суб'єкт висування                                       | Кількість обраних депутатів | %    |
| ------------------------------------------------------- | --------------------------- | ---- |
| Політична партія Всеукраїнське об'єднання «Батьківщина» | 7                           | 50   |
| Самовисування                                           | 6                           | 42,9 |
| Єдиний Центр                                            | 1                           | 7,1  |

#### За округами
| № округу                                                | Прізвище, ім'я, по батькові   | Дата визнання обраним | Освіта             | Партійна приналежність                        | Відомості про обраного депутата                                                         |
| ------------------------------------------------------- | ----------------------------- | --------------------- | ------------------ | --------------------------------------------- | --------------------------------------------------------------------------------------- |
| Єдиний Центр                                            |                               |                       |                    |                                               |                                                                                         |
| 5                                                       | Дятчук Віктор Анатолієвич     | 03.11.2010            | середня спеціальна | член Єдиного Центру                           | фельдшерсько-акушерський пункт с. Шушківці, фельд-шер                                   |
| Політична партія Всеукраїнське об'єднання «Батьківщина» |                               |                       |                    |                                               |                                                                                         |
| 1                                                       | Філюк Ольга Василівна         | 03.11.2010            | вища               | позапартійна                                  | Білозірська загальноосвітня школа І-ІІІ ст., вчитель                                    |
| 2                                                       | Шевчук Павло Петрович         | 03.11.2010            | середня спеціальна | член Всеукраїнського об'єднання «Батьківщина» | тимчасово не працює                                                                     |
| 4                                                       | Навроцька Ольга Володимирівна | 03.11.2010            | середня спеціальна | член Всеукраїнського об'єднання «Батьківщина» | Торгова точка в с. Шушківці, пП                                                         |
| 6                                                       | Стецюк Григорій Іванович      | 03.11.2010            | середня спеціальна | позапартійний                                 | Іванковецька загальноосвітня школа І-ІІ ст., вчитель                                    |
| 8                                                       | Шафранська Софія Миколаївна   | 03.11.2010            | середня спеціальна | член Всеукраїнського об'єднання «Батьківщина» | Білозірська сільська рада, касир                                                        |
| 10                                                      | Бойчук Андрій Петрович        | 03.11.2010            | середня спеціальна | член Всеукраїнського об'єднання «Батьківщина» | тимчасово не працює                                                                     |
| 12                                                      | Криса Сергій Вячеславович     | 03.11.2010            | вища               | позапартійний                                 | Лановецький центр соціальних служб сім'ї, дітей та молоді, спеціаліст соціальної роботи |
| Самовисування                                           |                               |                       |                    |                                               |                                                                                         |
| 3                                                       | Якубишин Олександр Євгенович  | 03.11.2010            | середня спеціальна | позапартійний                                 | Лановецька санітарно-епідемічна станції, інструктор                                     |
| 7                                                       | Танасевич Любов Олександрівна | 03.11.2010            | вища               | позапартійна                                  | Білозірська сільська рада, секретар                                                     |
| 9                                                       | Танасевич Олександр Олегович  | 03.11.2010            | вища               | позапартійний                                 | ТОВ «Агроскоп-Україна», економіст                                                       |
| 11                                                      | Дячук Назарій Іванович        | 03.11.2010            | вища               | член Всеукраїнського об'єднання «Батьківщина» | ТОВ «Волочиськ-Агро», агроном-ентомолог                                                 |
| 13                                                      | Яремчук Віктор Миколайович    | 03.11.2010            | середня спеціальна | позапартійний                                 | Дитячий садок с. Шушківці, оператор газової котельні                                    |
| 14                                                      | Буцак Степан Мойсейович       | 03.11.2010            | середня            | позапартійний                                 | пенсіонер                                                                               |